# Dercetina cruciata
Dercetina cruciata es una especie de insecto coleóptero de la familia Chrysomelidae.
Fue descrita científicamente en 1896 por Martin Jacoby.